# 주오정 (구마모토현)
주오정(일본어: 中央町)은 일본 구마모토현 중부에 있던 정이다.
2004년 11월 1일, 시모마시키군 도모치정과 합병해 미사토정이 되었기 때문에 자치체로서는 소멸하였다.

## 역사
- 1889년 4월 1일 - 정촌제 시행에 수반해 나카야마촌, 도시네촌이 성립하였다.
- 1955년 1월 1일 - 나카야마촌, 도시네촌이 합병해 주오촌이 성립하였다.
- 1975년 1월 1일 - 정으로 승격해 주오정이 되었다.
- 2004년 11월 1일 -  도모치정과 합병해 미사토정이 성립하였다.

## 교통

### 도로
- 국도 218호선
- 국도 443호선

## 참고 문헌
- 角川日本地名大辞典編纂委員会, 『角川日本地名大辞典 43 熊本県』1987, 角川書店